# 陈觉万
陈觉万（1932年—2022年10月7日），男，祖籍福建安溪，生于印尼泗水，中国历史学家，曾任华侨大学常务副校长、校长，第七届全国人大代表，第八届全国政协委员。